# 加古川市
加古川市（かこがわし）は、兵庫県の南部、播磨灘に面した市。施行時特例市に指定されており、東播磨地方の中核都市として機能している。兵庫県東播磨県民局に区分される。

## 概要
飛鳥時代から播磨地方の穀倉地帯として、また都から西域への交通の要衝としての歴史を持ち、江戸時代以降は参勤交代の際の街道の宿場町として栄えた。
公共交通機関としては、JR西日本の山陽本線（JR神戸線）と加古川線、そして山陽電鉄の本線が通る。市街地は加古川町一帯（JR加古川駅周辺）・平岡町一帯（JR東加古川駅周辺）・別府町一帯（山陽別府駅周辺）に形成され、人口も3町を中心とする南部に集中している。集合住宅が林立し、重化学工業地帯や大型量販店の激戦区となっている南部と、農村風景が残るのどかな雰囲気の北部とで全く違う景観があり、二面性が見られる。
隣接する高砂市・加古郡播磨町・稲美町とは旧加古郡・印南郡内の市町としてつながりが深く、昭和期からすでに様々な分野で広域行政を展開する等一体の都市圏を構成している。また、交通の便の良さから神戸市・姫路市のベッドタウンとして機能している。姫路市までは電車で約10分、神戸市（JR三ノ宮駅）までは電車で約30分、大阪市までは電車で約50分（加古川駅から新快速使用・日中時間帯基準）の距離である。（なお、神戸市への通勤率は12.0%である（平成22年国勢調査））
市全体としては神戸市の10%都市圏に含まれるが、加古川の東側に位置する旧加古郡地域は神戸市や明石市、大阪市などへの通勤・通学者が多く、加古川の西側に位置する旧印南郡地域は高砂市や姫路市(特に高砂市)への通勤・通学者が多い。また、平岡町土山は市外局番が078で(神戸市や明石市と同じ)その他の地域は079であるなど様々な指標から神戸市と姫路市の中間に位置する都市と言える。

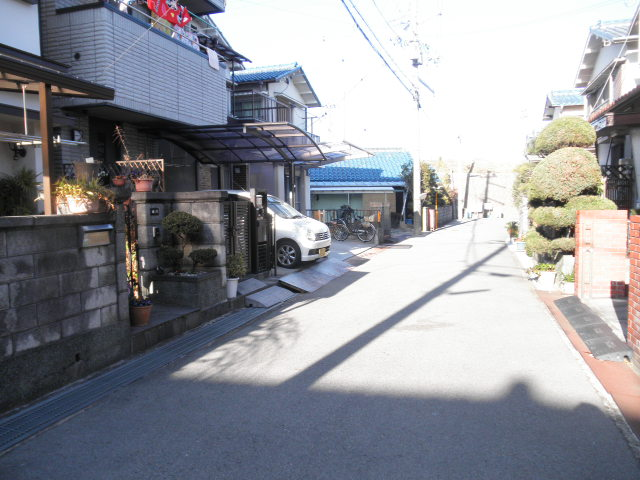
人口が密集する住宅街 平岡町土山で撮影。
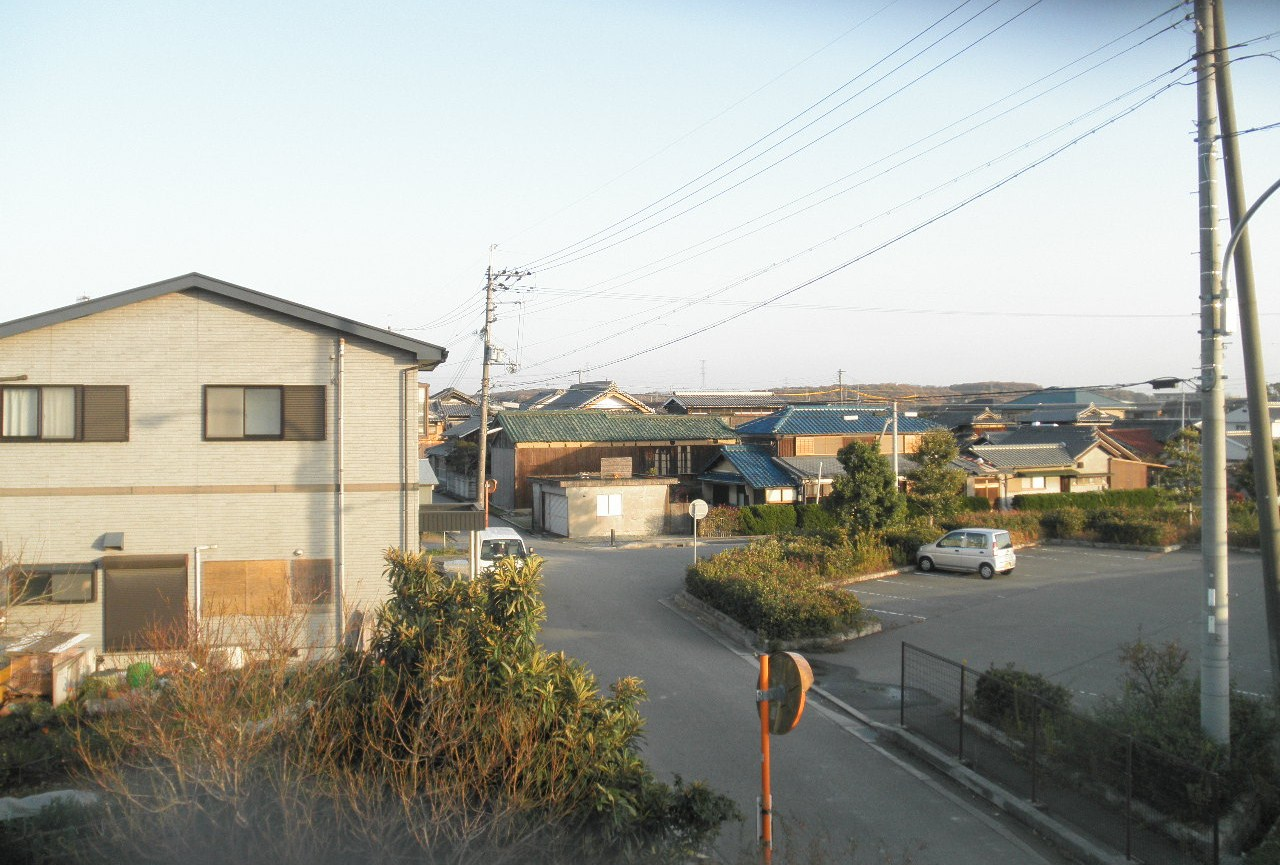
農村風景の間に点在する集落 上荘町国包で撮影。
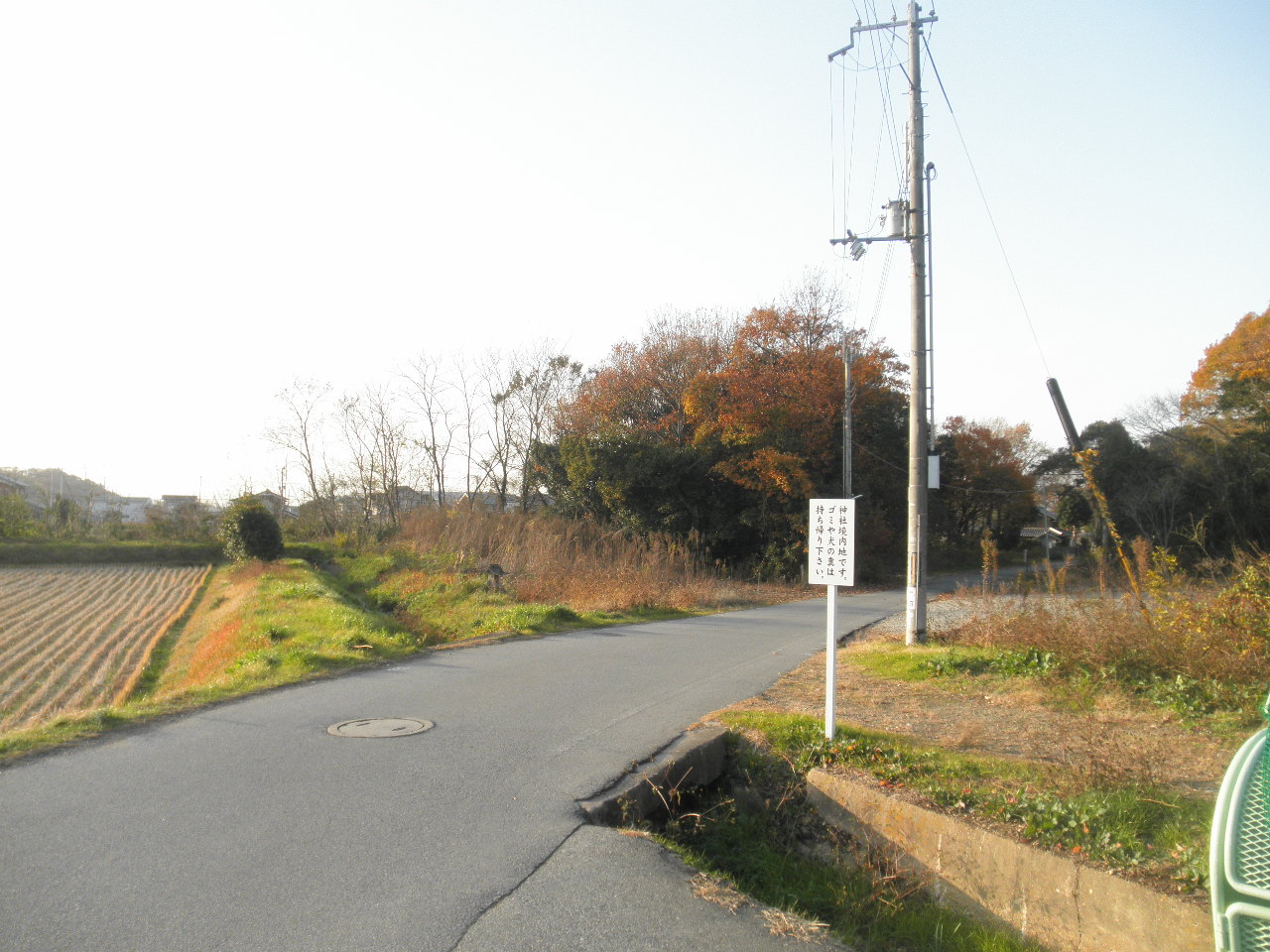
郊外に点在する農村風景 八幡町野村で撮影。
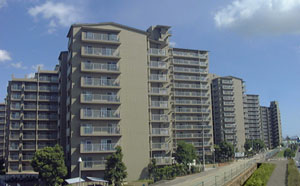
加古川グリーンシティ

## 地理

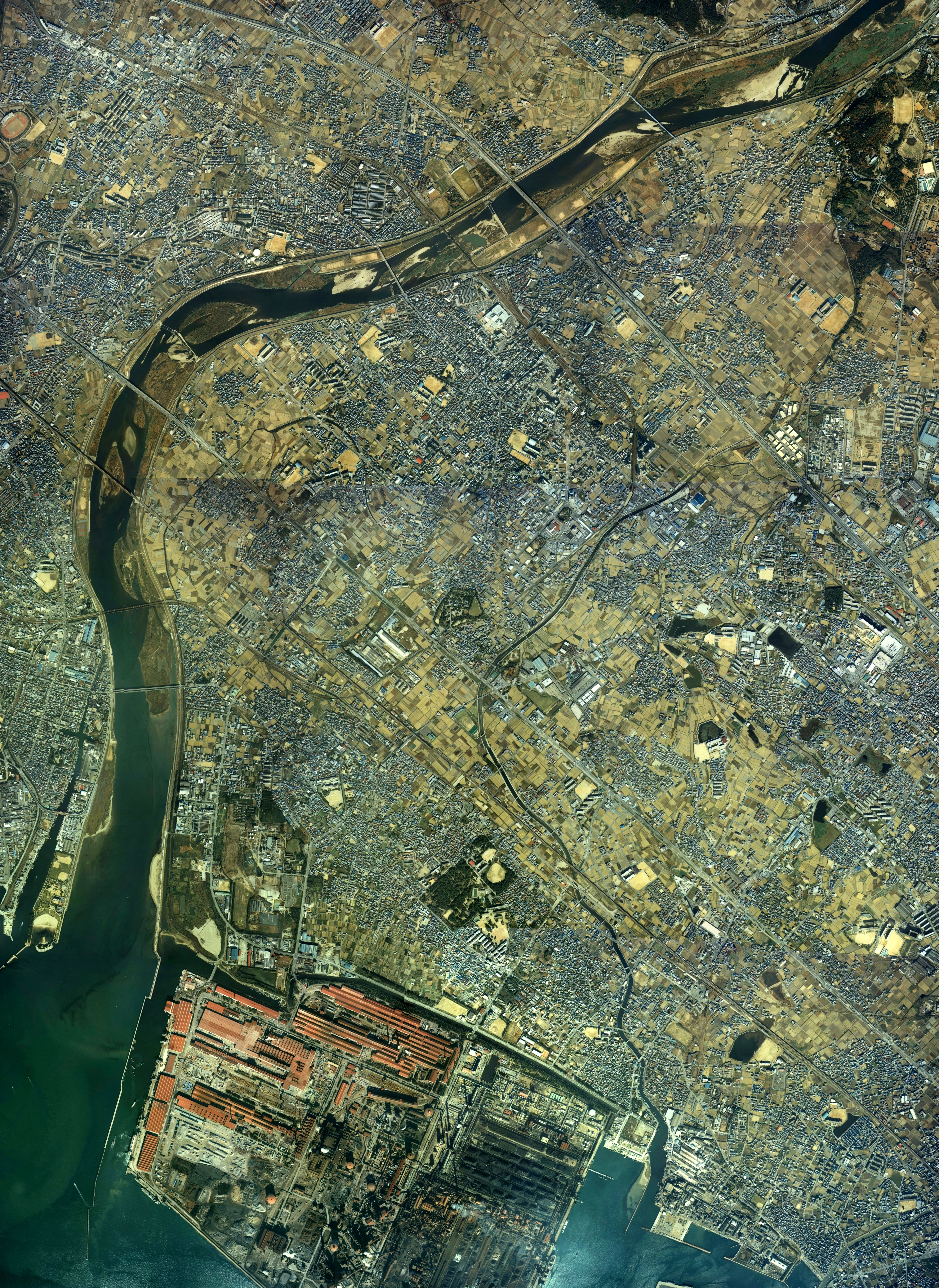
加古川市中心部周辺の空中写真。加古川河口東岸一帯に中心市街地が広がる。画像最下部の埋立地に広がる巨大な施設群は神戸製鋼所加古川製鉄所である。1985年撮影の30枚を合成作成。。

播磨平野の東部に位置しており、市内を一級河川の加古川が貫流している。加古川の左岸側の市域は全体的に平坦である。これに対して、加古川の右岸側の市域には平坦な場所も存在するものの、山頂が高砂市との市境である高御位山を始め、加古川市内の大藤山・飯盛山などの標高200 mを超える山も見られる。なお加古川の河口近くは高砂市との行政境界であり、加古川市域は左岸側である。
- 河川:加古川・権現川[注釈 1]・別府川[注釈 2]・法華山谷川[注釈 3]
- 湖沼:平荘湖
- ダム:権現ダム

### 気候
気候は温暖であり瀬戸内海式気候である。市内では比較的雨が少なく、基本的には晴天が多い。夏には猛暑日や熱帯夜になる日もある。冬には寒波の影響で氷点下の気温を記録する日もあり、雪が降ることもあるものの、積雪が見られることは稀であり、仮に積雪が生じても一冬に1回か2回程度に過ぎない。
気象注意報・警報の際には「兵庫県南部」・「兵庫県南東部」・「播磨南東部」・「加古川市」に含まれる。地震観測は市役所（気象庁設置・地点名は加古川市加古川町）と志方（防災科学技術研究所・加古川市志方町）で行われている。アメダスは設置されていない。

### 隣接している自治体
- 明石市
- 高砂市
- 姫路市
- 加西市
- 三木市
- 小野市
- 加古郡
  - 播磨町
  - 稲美町

## 人口
1950年の第7回国勢調査では9万7515人であった。その後は神戸市・姫路市のベッドタウンとして人口は継続的に増加した。1955年の国勢調査では10万414人と10万人を超えた。さらに志方町編入前の第12回国勢調査では18万3280人であり、編入後の最初の1980年の第13回国勢調査では21万2333人だった。1995年の第16回国勢調査では26万507人と26万人を超えたが、増加率は緩やかになった。2005年の第18回国勢調査で26万7100人を記録して以降は横ばいとなり、2010年の第19回国勢調査では初の減少となる26万6889人となった。
| |                                          |  |
| 加古川市と全国の年齢別人口分布（2005年） | 加古川市の年齢・男女別人口分布（2005年） |  |
| ■紫色 ― 加古川市 ■緑色 ― 日本全国 | ■青色 ― 男性 ■赤色 ― 女性                |  |
| 加古川市（に相当する地域）の人口の推移 \| 1970年（昭和45年） \| 140,344人 \| \| \| 1975年（昭和50年） \| 183,280人 \| \| \| 1980年（昭和55年） \| 212,233人 \| \| \| 1985年（昭和60年） \| 227,311人 \| \| \| 1990年（平成2年） \| 239,803人 \| \| \| 1995年（平成7年） \| 260,567人 \| \| \| 2000年（平成12年） \| 266,170人 \| \| \| 2005年（平成17年） \| 267,100人 \| \| \| 2010年（平成22年） \| 266,937人 \| \| \| 2015年（平成27年） \| 267,435人 \| \| \| 2020年（令和2年） \| 260,878人 \| \| |                                          |  |
| 総務省統計局 国勢調査より |                                          |  |
| 1970年（昭和45年） | 140,344人                                |  |
| 1975年（昭和50年） | 183,280人                                |  |
| 1980年（昭和55年） | 212,233人                                |  |
| 1985年（昭和60年） | 227,311人                                |  |
| 1990年（平成2年） | 239,803人                                |  |
| 1995年（平成7年） | 260,567人                                |  |
| 2000年（平成12年） | 266,170人                                |  |
| 2005年（平成17年） | 267,100人                                |  |
| 2010年（平成22年） | 266,937人                                |  |
| 2015年（平成27年） | 267,435人                                |  |
| 2020年（令和2年） | 260,878人                                |  |

### 地区別の人口
市の南部は人口増加しているのに対し、北側は人口が減少している。なお、臨海部の金沢町は全域が工業専用地域に指定され神戸製鋼所の加古川製鉄所の敷地のため、人口0人の町である。
| 地区名 | 調査名                       | 人口   |
| ------ | ---------------------------- | ------ |
| 神野   | 2005年10月1日 第18回国勢調査 | 17,891 |
| 野口   | 2005年10月1日 第18回国勢調査 | 36,766 |
| 尾上   | 2005年10月1日 第18回国勢調査 | 27,871 |
| 加古川 | 2005年10月1日 第18回国勢調査 | 58,243 |
| 西神吉 | 2005年10月1日 第18回国勢調査 | 9,048  |
| 東神吉 | 2005年10月1日 第18回国勢調査 | 14,672 |
| 米田   | 2005年10月1日 第18回国勢調査 | 6,044  |
| 平岡   | 2005年10月1日 第18回国勢調査 | 51,109 |
| 別府   | 2005年10月1日 第18回国勢調査 | 17,694 |
| 金沢   | 2005年10月1日 第18回国勢調査 | 0      |
| 志方   | 2005年10月1日 第18回国勢調査 | 12,262 |
| 八幡   | 2005年10月1日 第18回国勢調査 | 4,856  |
| 上荘   | 2005年10月1日 第18回国勢調査 | 5,546  |
| 平荘   | 2005年10月1日 第18回国勢調査 | 5,098  |

## 面積
138.51 km2
| 地区名 | 面積      |
| ------ | --------- |
| 神野   | 7.48 km2  |
| 野口   | 7.96 km2  |
| 尾上   | 6.33 km2  |
| 加古川 | 10.97 km2 |
| 西神吉 | 4.69 km2  |
| 東神吉 | 6.52 km2  |
| 米田   | 1.67 km2  |
| 平岡   | 8.66 km2  |
| 別府   | 3.29 km2  |
| 金沢   | 5.65 km2  |
| 志方   | 39.36 km2 |
| 八幡   | 9.28 km2  |
| 上荘   | 11.13 km2 |
| 平荘   | 15.52 km2 |

### 面積の変遷
- 1989年11月10日 - 計測方法が変更になり、面積が0.55 km2増え、138.46 km2になる。
- 1992年10月1日 - 志方町の面積補正によって、面積が0.04 km2増え、138.50 km2になる。
- 1996年10月1日 - 志方町の面積補正によって、面積が0.01 km2減り、138.49 km2になる。
- 1998年5月19日 - 埋め立てによって、面積が0.02 km2増え、138.51 km2になる。
- 2014年10月1日 - 面積修正により、面積は138.48 km²

国土地理院地理情報 によると加古川市の東西南北それぞれの端は以下の位置で、東西の長さは15.83 km、南北の長さは17.85kmである。
- 東端:東経134度56分19秒・北緯34度46分35秒（八幡町野村）
- 西端:東経134度45分57秒・北緯34度49分19秒（志方町原）
- 南端:東経134度49分45秒・北緯34度42分11秒（金沢町）
- 北端:東経134度49分01秒・北緯34度51分50秒（志方町畑）

## 歴史

### 加古川市制前
- 古代は一地方豪族の領地であったと思われ、今も市内の各所に古墳・廃寺等の歴史遺物が残る。
- 5世紀初頭 西条古墳群（行者塚古墳・人塚古墳・尼塚古墳など）が、築造される。
- 589年 - 聖徳太子により刀田山四天王寺聖霊院（鶴林寺）が創建されて、門前町ができる。
- 718年 - 鶴林寺の七堂伽藍が、整う。
- 749年 - 孝謙天皇の勅願所として宗佐厄神八幡神社が、創建される。
- 836年 - 教信寺が賀古駅家（かこのうまや）の北辺に開基される。
- 1184年 - 糟屋有数が加古川城を築城する。
- 1300年代から1310年代 - 文観房殊音（弘真）が開拓事業や加古川五ヶ井堰の修築事業を指揮する（金子哲説）[4]。
- 1577年 - 羽柴秀吉が加古川城を三木城攻め（三木合戦）の基地にする。
- 1593年 - 糟屋武則が加古川城城主になる。
- 1600年 - 糟屋武則が関ヶ原の戦いで西軍に味方した為に取り潰されて、加古川城も廃城となる。
- 江戸時代 - 加古川宿が置かれて、西国街道の宿場町として発展する。
- 1885年 - 多木化学が操業を開始する。
- 1899年 - 日本毛織が操業を開始する。
- 1933年 - 多木浜洋館が竣工される。

### 加古川市制後
- 1950年6月15日 - 旧加古郡の町村が合併により市制施行して、加古川市が発足する[5]。
- 1950年9月18日 - 現在の市章を制定する[3][6][7][8]。
- 1964年11月3日 - 市民憲章・市歌を制定する[3][9]。
- 1965年 - 人口が10万人を突破する。
- 1967年 - 臨海部の埋め立てが開始される。
- 1970年 - 神戸製鋼所加古川製鉄所が操業を開始する。
- 1970年5月17日 - 市旗を制定する[10]。
- 1970年代 - 人口増加率が高くなり全国一の人口増加率を記録する。
- 1973年 - 加古川市民会館がオープンする。
- 1973年7月2日 - ブラジル連邦マリンガと姉妹都市を提携する[11]。
- 1979年 - 人口が、20万人を突破する。
- 1985年 - 加古川総合文化センターが開館する。
- 1992年5月4日 - ニュージーランドワイタケレと姉妹都市を提携する[12]。
- 1995年 - 第4回全国川サミットが開催される。
- 2000年 - 加古川海洋文化センターが開館する。
- 2001年 - ヤマトヤシキ加古川店がオープンする。
- 2002年4月1日 - 特例市に移行する。
- 2005年 - 市立総合体育館がオープンする。
- 2010年 - 第19回全国川サミットが開催される[13][14]。

### 行政区域の変遷
加古川町を中心とする大合併構想はすでに大正期からあったが、1945年（昭和20年）9月に姫路に進駐したニコラス・D・ラモート中佐は姫路市及び周辺の市町村に対し合併を指示（ラモート合併）、東播地区に対しても「大播磨市」構想（加古川町・野口村・別府町・尾上村・高砂町・荒井村・伊保村・曽根町・阿弥陀村・西神吉村・東神吉村・米田町の12町村による大合併）として同様の圧力をかけた。加古川町・別府町・高砂町などはこの原案に熱心であったとされるが、財政が比較的豊かであった荒井村は反対に回り、ラモート中佐も帰国したことでこの構想は暗礁に乗り上げてしまう。しかしながら、この構想はその中に含められる市町村の数を変化させながら、加古川市の合併活動および市政発展の理念としてその中に生き続けることになる。
神戸市・明石市・姫路市が積極的に周辺町村を吸収合併する計画を進める中で加古川町長・浅見久夫は「あの荒廃した戦災大都市の末端に編入されて当地方は解体の憂目を見なければなりません」として3市の動きを牽制、独自の市制施行を急ぐこととなる。1949年（昭和24年）11月、加古川町は野口村・神野村・尾上村・別府町に合併-市制施行の申し入れ、次いで米田町・東神吉村・西神吉村にも合併-市制施行の申し入れを行い「大播磨市」構想実現に向けての第一歩を踏み出した。しかし米田町はこの枠組みを嫌って一度なした仮調印を破棄、東神吉村・西神吉村もこれに同調した。さらに野口村と中学校一部事務組合で関係の深かった平岡村がこの枠組みに参加する一方、合併に熱心だった別府町が町内をまとめることができずに枠組みから離脱、高砂町がこの枠組みに参加を希望し町議会で可決しながら住民の反対で頓挫するなど、紆余曲折はありながら1950年に5町村による合併で加古川市が成立した。
- 1950年（昭和25年）6月15日 - 加古郡加古川町・神野村・野口村・平岡村・尾上村が合併して発足。
- 1951年（昭和26年）10月1日 - 加古郡別府町を編入。
　別府町の合併を巡る経緯については別府町 (加古川市)#歴史を参照。
- 1955年（昭和30年）4月1日 - 加古郡八幡村・印南郡上荘村・平荘村を編入[17]。
　八幡村の合併を巡る経緯については八幡村 (兵庫県加古郡)#歴史を参照。
- 1956年（昭和31年）9月30日 - 印南郡東神吉村・西神吉村および米田町の一部（大字平津・船頭）を編入[17]。
　米田町の合併を巡る経緯については米田町#分割合併を参照。
- 1979年（昭和54年）2月1日 - 印南郡志方町を編入[17]。これにより、印南郡は消滅。
　志方町の合併を巡る経緯については志方町#沿革を参照。

## 行政

### 歴代市長
| 代             | 氏名     | 就任年月日    | 退任年月日    | 備考         |
| -------------- | -------- | ------------- | ------------- | ------------ |
| 市長職務執行者 | 日坂鶴松 | 1950年6月15日 | 1950年7月22日 | 旧神野村長   |
| 1-2            | 浅見久夫 | 1950年7月23日 | 1958年7月22日 | 旧加古川町長 |
| 3-6            | 稲岡貞男 | 1958年7月23日 | 1974年7月22日 | 加古川市助役 |
| 7-9            | 中田敬次 | 1974年7月23日 | 1986年5月5日  |              |
| 10-13          | 木下正一 | 1986年6月2日  | 2002年6月20日 | 運輸会社社長 |
| 14-16          | 樽本庄一 | 2002年7月1日  | 2014年6月30日 | 加古川市助役 |
| 17-19          | 岡田康裕 | 2014年7月9日  | 現職          | 元衆議院議員 |

### 防災
自主防災組織
- 加古川グリーンシティ防災会

### 市旗・市章
- 1950年9月18日に「川」を基本にした市章を制定し、1970年5月17日に紋章が紫色で背景色が青い波をイメージした市旗を制定した[6][7][10]。

加古川市旗
加古川市章

## 立法

### 市議会
- 定数：31名
- 任期：2022年（令和4年）7月25日から2026年（令和8年）7月24日
- 議長：小林直樹（公明党議員団）
- 副議長：松本裕之（創生加古川）

| 会派名             | 議席数 | 議員名（◎は幹事長または代表） |
| ------------------ | ------ | --- |
| 創生加古川         | 14     | ◎玉川英樹、中村亮太、岩本泰典、清水玲子、山本賢吾、藤原繁樹、東田寿啓、藤原みつえ、大野恭平、西村雅文、松本裕之、織田正樹、木谷万里、森田俊和 |
| 公明党議員団       | 6      | ◎相良大悟、白石信一、山崎兼次、岡田妙子、桃井祥子、小林直樹                                                                                   |
| かこがわ市民クラブ | 5      | ◎渡辺征爾、井上恭子、谷真康、稲次誠、山本一郎                                                                                                 |
| かこがわ維新の会   | 3      | ◎落合誠、橋本南、中山俊明 |
| 無会派             | 3      | 立花俊治、橋本和彦、柘植厚人 |
| 計                 | 31     | |

### 兵庫県議会（加古川市選挙区）
- 定数：4名
- 任期：2023年（令和5年）4月30日〜2027年（令和9年）4月29日

| 氏名     | 会派名           | 当選回数 |
| -------- | ---------------- | -------- |
| 迎山志保 | ひょうご県民連合 | 4        |
| 鍔木良子 | 維新の会         | 1        |
| 岸本一尚 | 公明党           | 5        |
| 松本裕一 | 自由民主党       | 2        |

### 衆議院
- 任期 ： 2021年（令和3年）10月31日 - 2025年（令和7年）10月30日（「第49回衆議院議員総選挙」参照）

| 選挙区                                           | 議員名     | 党派名       | 当選回数 | 備考     |
| ------------------------------------------------ | ---------- | ------------ | -------- | -------- |
| 兵庫県第10区（加古川市、高砂市、稲美町、播磨町） | 渡海紀三朗 | 自由民主党   | 10       | 選挙区   |
| 兵庫県第10区（加古川市、高砂市、稲美町、播磨町） | 掘井健智   | 日本維新の会 | 1        | 比例復活 |

## 姉妹都市・提携都市

### 海外
- マリンガ市（ブラジル連邦共和国）- 1973年7月2日姉妹都市提携[11]
- オークランド (ニュージーランド)市（ニュージーランド）- 1992年5月4日､ ワイタケレ市と姉妹都市提携。2010年11月1日にワイタケレ市がオークランド市と合併したことに伴い、加古川市とワイタケレ市の姉妹都市提携は、加古川市とオークランド市の姉妹都市提携に引き継がれた[11]。

## 経済

神戸製鋼所加古川製鉄所

加古川市では、重化学工業や国包建具の製造の他に、ウール製品・靴下・タオルなどの繊維産業も見られる。臨海部には銑鋼量国内上位の神戸製鋼所加古川製鉄所と技術開発センターがあり、内陸部には加古川を挟んで東西に、ウールメーカーの日本毛織（ニッケ）工場が1899年から毛布やウール製品を製造している。ハリマ化成グループの創業地であり、本社、本店は東京に移転したものの、同社が旗艦工場と位置づける加古川製造所が立地しており、また株主総会についても、2024年現在に至るまで加古川市で開催されている。
その他には神戸牛の産地でもある。また、多くの有名牛肉の仔牛の育成をしている。
加古川市の名物として「かつめし」と「鹿児のもち」が挙げられる。

### 金融
加古川市の指定金融機関は三井住友銀行で、複数の支店を主要駅周辺に置いている。他の都市銀行は、りそな銀行が加古川駅近くに置いていた支店は関西みらいフィナンシャルグループの店舗再編によりみなと銀行との共同店舗に移行した。地方銀行・第二地方銀行では兵庫県地盤のみなと銀行・但馬銀行が市内に複数の支店を有し、ほかに中国・四国地方本拠の銀行の加古川支店が市内各地に置かれている。
信用金庫は、但陽信用金庫が市内に本店を置く。また近隣地域に本店を置く西兵庫信用金庫・播州信用金庫・姫路信用金庫・兵庫信用金庫も加古川市内に複数の支店を置いている。
信用組合は、兵庫県信用組合、淡陽信用組合、兵庫ひまわり信用組合、大阪協栄信用組合の4組合が市内に支店を置く。
労働金庫は、近畿労働金庫が高砂市にあった支店を2017年に加古川市に移転させた。

## 教育
| 幼稚園・こども園         | 小学校                   | 中学校                 |
| ------------------------ | ------------------------ | ---------------------- |
| 加古川市立加古川幼稚園   | 加古川市立加古川小学校   | 加古川市立加古川中学校 |
| 加古川市立鳩里幼稚園     | 加古川市立鳩里小学校     | 加古川市立加古川中学校 |
| 加古川市立氷丘幼稚園     | 加古川市立氷丘小学校     | 加古川市立氷丘中学校   |
| 加古川市立氷丘南幼稚園   | 加古川市立氷丘南小学校   | 加古川市立氷丘中学校   |
| 加古川市立別府町幼稚園   | 加古川市立別府小学校     | 加古川市立別府中学校   |
| 加古川市立別府町幼稚園   | 加古川市立別府西小学校   | 加古川市立別府中学校   |
| 加古川市立浜の宮幼稚園   | 加古川市立浜の宮小学校   | 加古川市立浜の宮中学校 |
| 加古川市立尾上幼稚園     | 加古川市立尾上小学校     | 加古川市立浜の宮中学校 |
| 加古川市立尾上幼稚園     | 加古川市立若宮小学校     | 加古川市立浜の宮中学校 |
| 加古川市立平岡北幼稚園   | 加古川市立平岡北小学校   | 加古川市立平岡中学校   |
| 加古川市立平岡幼稚園     | 加古川市立平岡小学校     | [ 注釈 5 ]             |
| 加古川市立平岡東幼稚園   | 加古川市立平岡東小学校   | [ 注釈 5 ]             |
| 加古川市立平岡南幼稚園   | 加古川市立平岡南小学校   | 加古川市立平岡南中学校 |
| 加古川市立野口幼稚園     | 加古川市立野口小学校     | 加古川市立中部中学校   |
| 加古川市立野口南幼稚園   | 加古川市立野口南小学校   | 加古川市立中部中学校   |
| 加古川市立野口北幼稚園   | 加古川市立野口北小学校   | 加古川市立陵南中学校   |
| 加古川市立やまて幼稚園   | 加古川市立神野小学校     | [ 注釈 6 ]             |
| 加古川市立やまて幼稚園   | 加古川市立陵北小学校     | 加古川市立山手中学校   |
| 加古川市立やまて幼稚園   | 加古川市立八幡小学校     | 加古川市立山手中学校   |
| 加古川市立東神吉こども園 | 加古川市立東神吉小学校   | 加古川市立神吉中学校   |
| 加古川市立東神吉こども園 | 加古川市立東神吉南小学校 | 加古川市立神吉中学校   |
| 加古川市立西神吉幼稚園   | 加古川市立西神吉小学校   | 加古川市立神吉中学校   |
| 加古川市立川西こども園   | 加古川市立川西小学校     | 加古川市立神吉中学校   |
| 加古川市立しかたこども園 | 加古川市立志方小学校     | 加古川市立志方中学校   |
| 加古川市立しかたこども園 | 加古川市立志方東小学校   | 加古川市立志方中学校   |
| 加古川市立しかたこども園 | 加古川市立志方西小学校   | 加古川市立志方中学校   |

義務教育学校
- 加古川市立義務教育学校両荘みらい学園[注釈 7]

高等学校
- 兵庫県立加古川東高等学校
- 兵庫県立加古川西高等学校
- 兵庫県立加古川北高等学校
- 兵庫県立加古川南高等学校
- 兵庫県立東播工業高等学校
- 兵庫県立農業高等学校

大学
- 兵庫大学

特別支援学校
- 加古川市立加古川養護学校

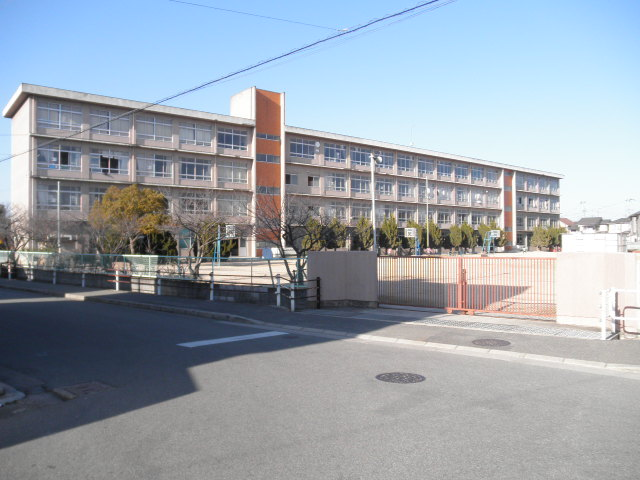
加古川市立平岡東小学校

  - 2025~27年度の利用開始を目指して特別支援学校の新設計画がある[22]。
  - 知的障害児・生徒対象の特別支援学校は市内になく、兵庫県立いなみ野特別支援学校（稲美町）・兵庫県立東はりま特別支援学校（播磨町）の通学区域となる。

かつての管轄
- 高砂市立宝殿中学校（組合を解消する2008年まで加古川市・高砂市組合立宝殿中学校。所在地は高砂市米田町。）

かつて存在した学校
兵庫県小学校の廃校一覧#加古川市・兵庫県中学校の廃校一覧#加古川市を参照。　

## 交通

### 鉄道路線
最も海側の尾上~別府地区を横断する形で山陽電気鉄道本線が走っていて、山陽電気鉄道本線の市内各駅はいずれも無人駅である。山陽電気鉄道本線とほぼ並行して内陸側に山陽新幹線が通っているものの、市内に駅はない。ここから内陸側に距離を置いて、市中心部付近の米田~加古川~野口~平岡の各地区を山陽本線が東西に貫いている。JR加古川駅が市の中心駅と位置付けられていて、加古川市役所の最寄りも加古川駅である。この加古川駅からは加古川線が山陽本線から北へ分岐していて、厄神駅までは加古川の左岸側を通った後、加古川を渡り、小野市など内陸側へと路線が続いている。
かつてはこれらの他に、三木鉄道三木線（旧国鉄三木線）、国鉄高砂線や別府鉄道も、市内を走っていた。1980年代には市内に新幹線の駅を設置する計画があったが、実現しなかった。
- 西日本旅客鉄道（JR西日本）
  - JR神戸線（山陽本線）： 加古川駅 - 東加古川駅
  - 加古川線： 加古川駅 - 日岡駅 - 神野駅 - 厄神駅
  - このほか、山陽新幹線が市内を通過しているが、駅はない。
- 山陽電気鉄道
  - 本線： 別府駅 - 浜の宮駅 - 尾上の松駅

### 路線バス
- 神姫バス - 市内一般路線を運行
- かこバス - コミュニティバス

高速バスは以下の夜行1路線がある。
- JAMJAMライナー（ジャムジャムエクスプレス）
  - 船橋市（西船橋駅南口）・東京（バスターミナル東京八重洲）・横浜市（横浜駅スカイビル） - 加古川駅北口

### 道路

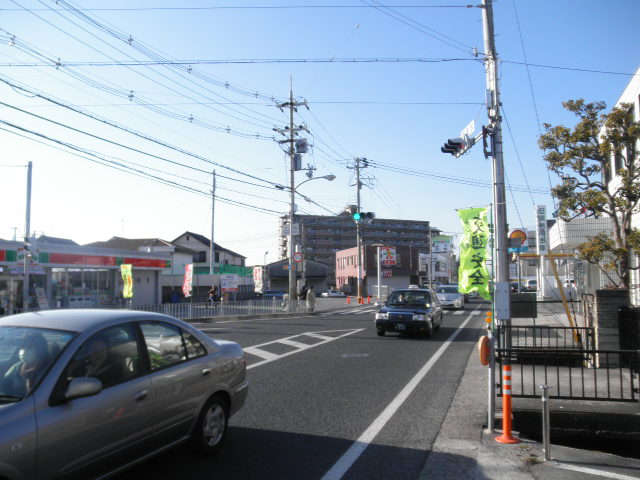
加古川市と明石市の境目付近を通る国道2号
平岡町土山で撮影

市内の道路では高速自動車国道・自動車専用道路・一般国道・主要地方道はすべての道路が舗装されている。

#### 高速自動車道路
- 山陽自動車道
  - 権現湖PA：加古川市・小野市・加西市の境界付近に設けられたパーキングエリア。権現湖バスストップ併設。県道79号高砂加古川加西線に接続。
  - 加古川北IC： 市内の北端を通過するために、加古川市街からは遠く、加西市・高砂市へのアクセスに適している。県道43号高砂北条線に接続。

#### 自動車専用道路（国道バイパス）
- 加古川バイパス

#### 一般国道
- 国道2号
- 国道250号（明姫幹線）

#### 地域高規格道路
- 東播磨南北道路 （部分開通）

#### 主要地方道
8路線ある。
- 兵庫県道18号加古川小野線
- 兵庫県道19号加古川高砂線
- 兵庫県道43号高砂北条線
- 兵庫県道61号加古川停車場線
- 兵庫県道65号神戸加古川姫路線
- 兵庫県道84号宗佐土山線

#### 一般県道
27路線ある。自動車のナンバープレートの表示は「姫路」ナンバーである。近接する明石市や小野市は「神戸」ナンバーである。

## 地域

### 町名・大字名

#### 神野地区

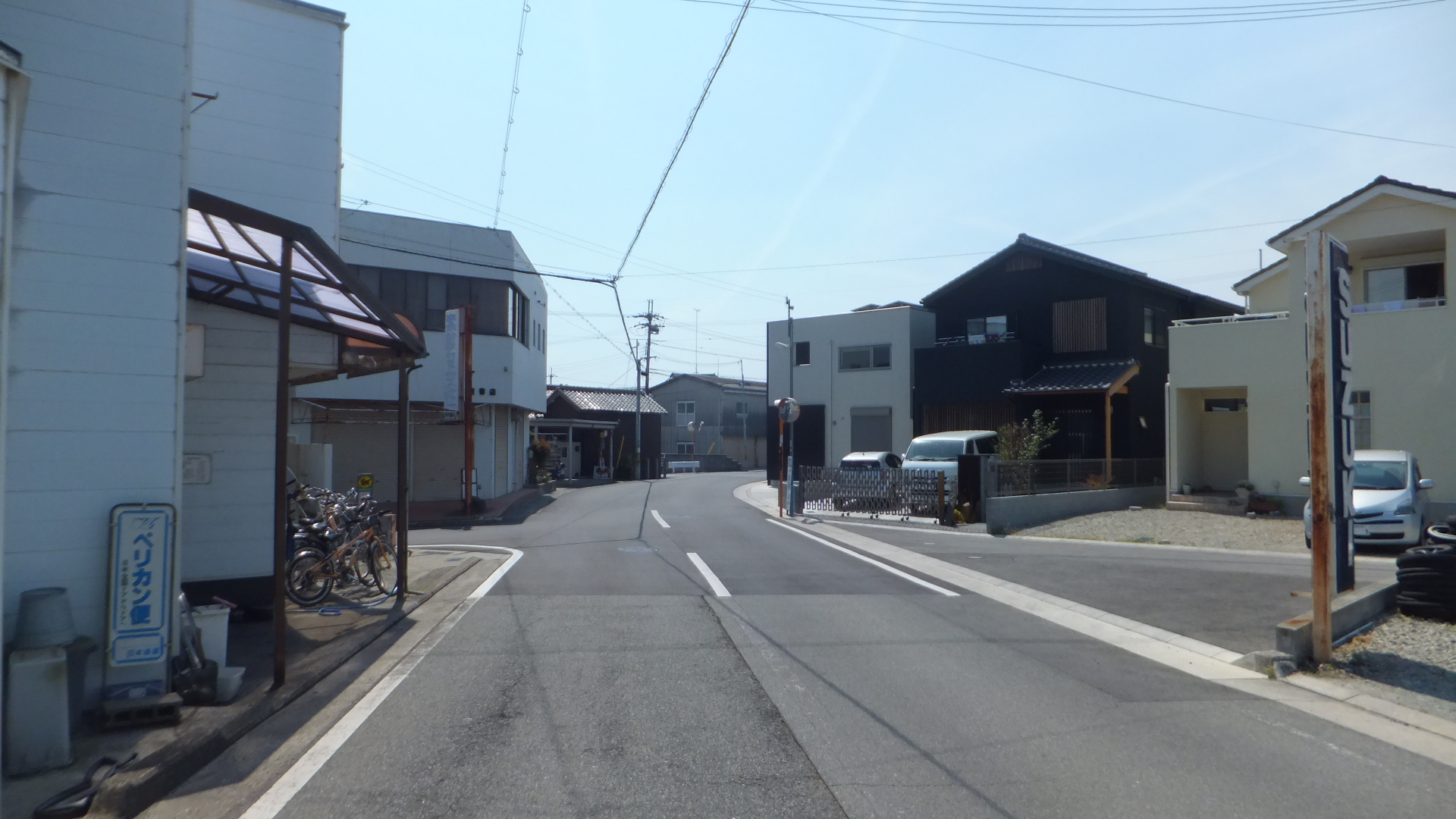
神野地区の街並み
神野町西条で撮影

旧神野村の区域であり、1951年1月1日から大字名の前に神野町と付けた。
| 郵便番号 | 大字名       |
| -------- | ------------ |
| 675-0001 | 西条山手     |
| 675-0002 | 山手         |
| 675-0003 | 神野町神野   |
| 675-0004 | 神野町福留   |
| 675-0005 | 神野町石守   |
| 675-0006 | 神野町日岡苑 |
| 675-0007 | 神野町西之山 |
| 675-0008 | 新神野       |
| 675-0009 | 神野町西条   |

#### 野口地区
旧野口村の区域であり、1951年1月1日から大字名の前に野口町と付けた。
| 郵便番号 | 大字名       |
| -------- | ------------ |
| 675-0010 | 野口町坂元北 |
| 675-0011 | 野口町北野   |
| 675-0012 | 野口町野口   |
| 675-0013 | 野口町二屋   |
| 675-0014 | 野口町古大内 |
| 675-0015 | 野口町坂井   |
| 675-0016 | 野口町長砂   |
| 675-0017 | 野口町良野   |
| 675-0018 | 野口町坂元   |
| 675-0019 | 野口町水足   |

#### 尾上地区

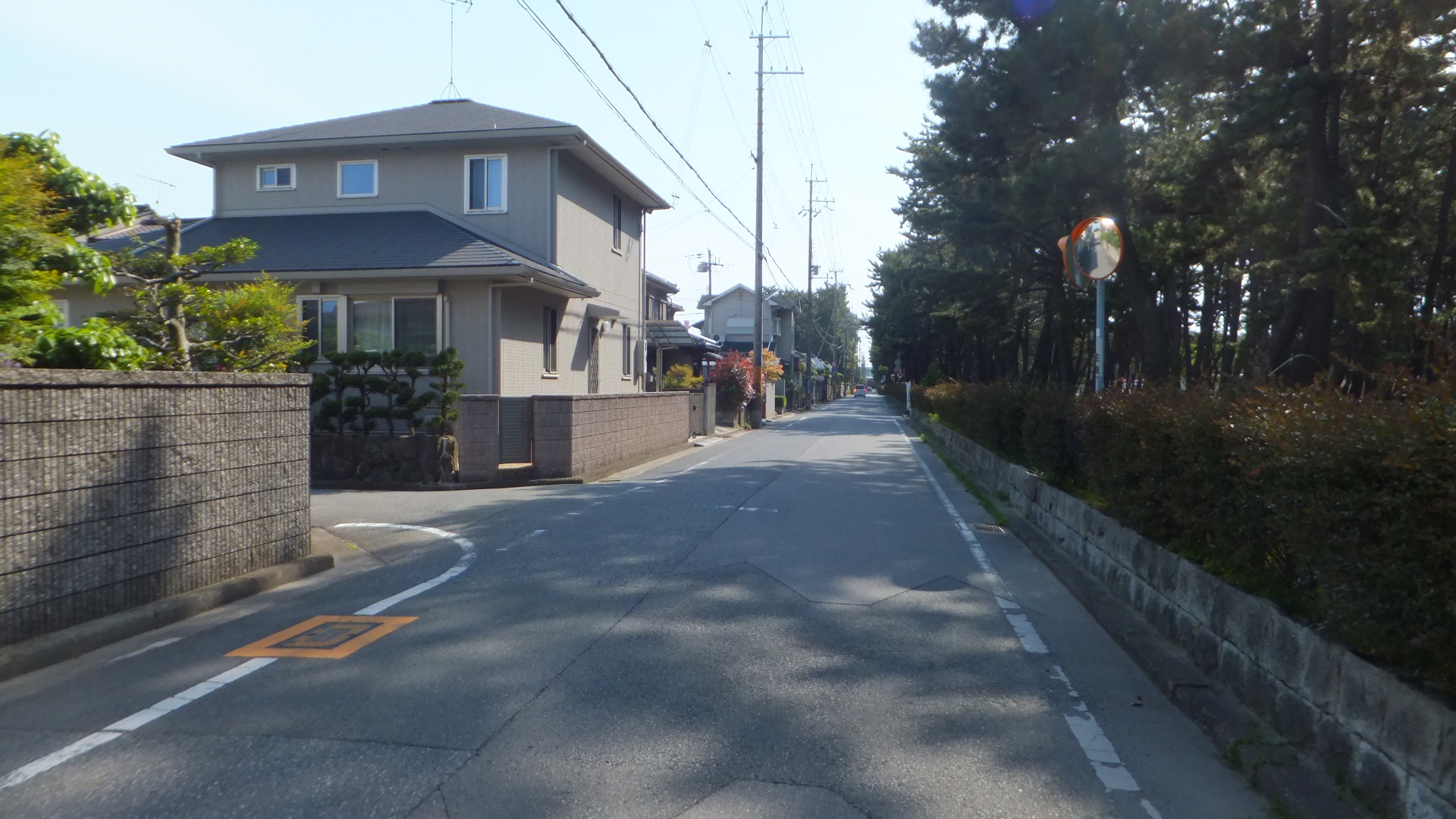
尾上地区の街並み
尾上町口里で撮影

旧尾上村の区域であり、1951年1月1日から大字名の前に尾上町と付けた。加古川河口の左岸に位置しており、高砂市と接しており、山陽電鉄・JR山陽新幹線・国道250号が縦断している。
| 郵便番号 | 大字名     |
| -------- | ---------- |
| 675-0021 | 尾上町安田 |
| 675-0022 | 尾上町口里 |
| 675-0023 | 尾上町池田 |
| 675-0024 | 尾上町長田 |
| 675-0025 | 尾上町養田 |
| 675-0026 | 尾上町旭   |
| 675-0027 | 尾上町今福 |

#### 加古川地区

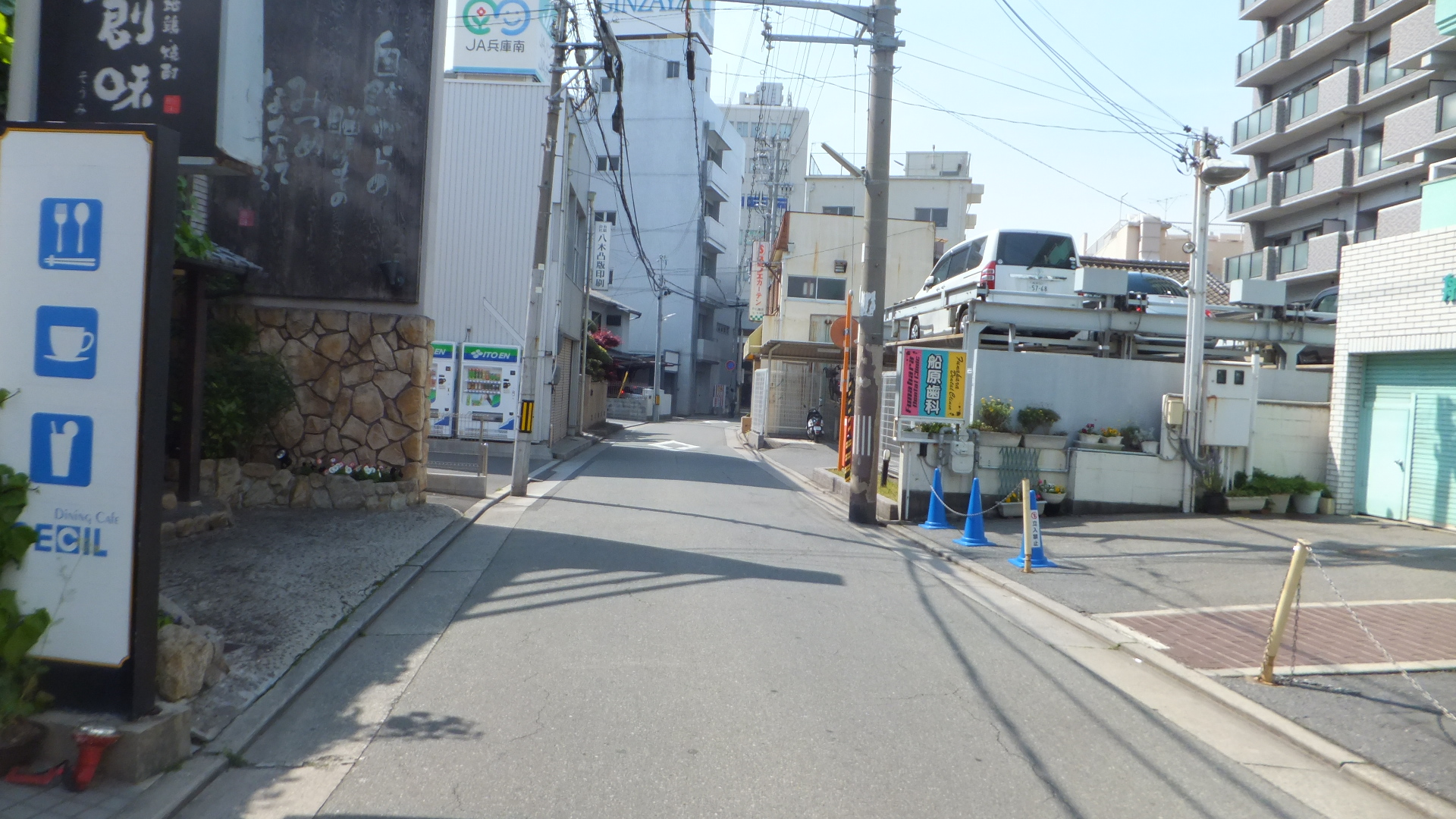
加古川地区の街並み
加古川町寺家町で撮影

旧加古川町の区域であり、1951年1月1日から大字名の前に加古川町と付けた。市内の中心部であり、加古川駅・市役所がある。
| 郵便番号 | 大字名         |
| -------- | -------------- |
| 675-0031 | 加古川町       |
| 675-0032 | 加古川町備後   |
| 675-0033 | 加古川町南備後 |
| 675-0034 | 加古川町稲屋   |
| 675-0035 | 加古川町友沢   |
| 675-0036 | 加古川町西河原 |
| 675-0037 | 加古川町本町   |
| 675-0038 | 加古川町木村   |
| 675-0039 | 加古川町粟津   |
| 675-0061 | 加古川町大野   |
| 675-0062 | 加古川町美乃利 |
| 675-0063 | 加古川町平野   |
| 675-0064 | 加古川町溝之口 |
| 675-0065 | 加古川町篠原町 |
| 675-0066 | 加古川町寺家町 |
| 675-0067 | 加古川町河原   |
| 675-0068 | 加古川町中津   |

#### 西神吉地区
旧西神吉村の区域である。
| 郵便番号 | 大字名       |
| -------- | ------------ |
| 675-0041 | 西神吉町宮前 |
| 675-0042 | 西神吉町西村 |
| 675-0043 | 西神吉町中西 |
| 675-0044 | 西神吉町大国 |
| 675-0045 | 西神吉町岸   |
| 675-0046 | 西神吉町辻   |
| 675-0047 | 西神吉町鼎   |

#### 東神吉地区
旧東神吉村の区域である。
| 郵便番号 | 大字名           |
| -------- | ---------------- |
| 675-0051 | 東神吉町升田     |
| 675-0052 | 東神吉町出河原   |
| 675-0055 | 東神吉町西井ノ口 |
| 675-0056 | 東神吉町砂部     |
| 675-0057 | 東神吉町神吉     |
| 675-0058 | 東神吉町天下原   |

#### 米田地区
旧米田町の区域であり、1956年9月30日に大部分が高砂市に、残りの一部が加古川市に編入された。
| 郵便番号 | 大字名     |
| -------- | ---------- |
| 675-0053 | 米田町船頭 |
| 675-0054 | 米田町平津 |

#### 平岡地区
旧平岡村の区域であり、1951年1月1日から大字名の前に平岡町と付けた。つつじ野、一色西、一色東などは平成以降に新設。
| 郵便番号 | 大字名         |
| -------- | -------------- |
| 675-0101 | 平岡町新在家   |
| 675-0102 | 平岡町西谷     |
| 675-0103 | 平岡町高畑     |
| 675-0104 | 平岡町土山     |
| 675-0105 | 平岡町つつじ野 |
| 675-0111 | 平岡町二俣     |
| 675-0112 | 平岡町山之上   |
| 675-0113 | 平岡町中野     |
| 675-0114 | 平岡町八反田   |
| 675-0115 | 平岡町一色     |
| 675-0116 | 平岡町一色東   |
| 675-0117 | 平岡町一色西   |

#### 別府地区
旧別府町の区域であり、1951年1月1日から大字名の前に別府町と付けた。
| 郵便番号 | 大字名           |
| -------- | ---------------- |
| 675-0121 | 別府町新野辺北町 |
| 675-0122 | 別府町別府       |
| 675-0123 | 別府町朝日町     |
| 675-0124 | 別府町緑町       |
| 675-0125 | 別府町西脇       |
| 675-0126 | 別府町本町       |
| 675-0127 | 別府町石町       |
| 675-0128 | 別府町中島町     |
| 675-0131 | 別府町新野辺     |
| 675-0132 | 別府町宮田町     |
| 675-0133 | 別府町西町       |
| 675-0134 | 別府町元町       |
| 675-0135 | 別府町東町       |
| 675-0136 | 別府町港町       |

#### 金沢地区

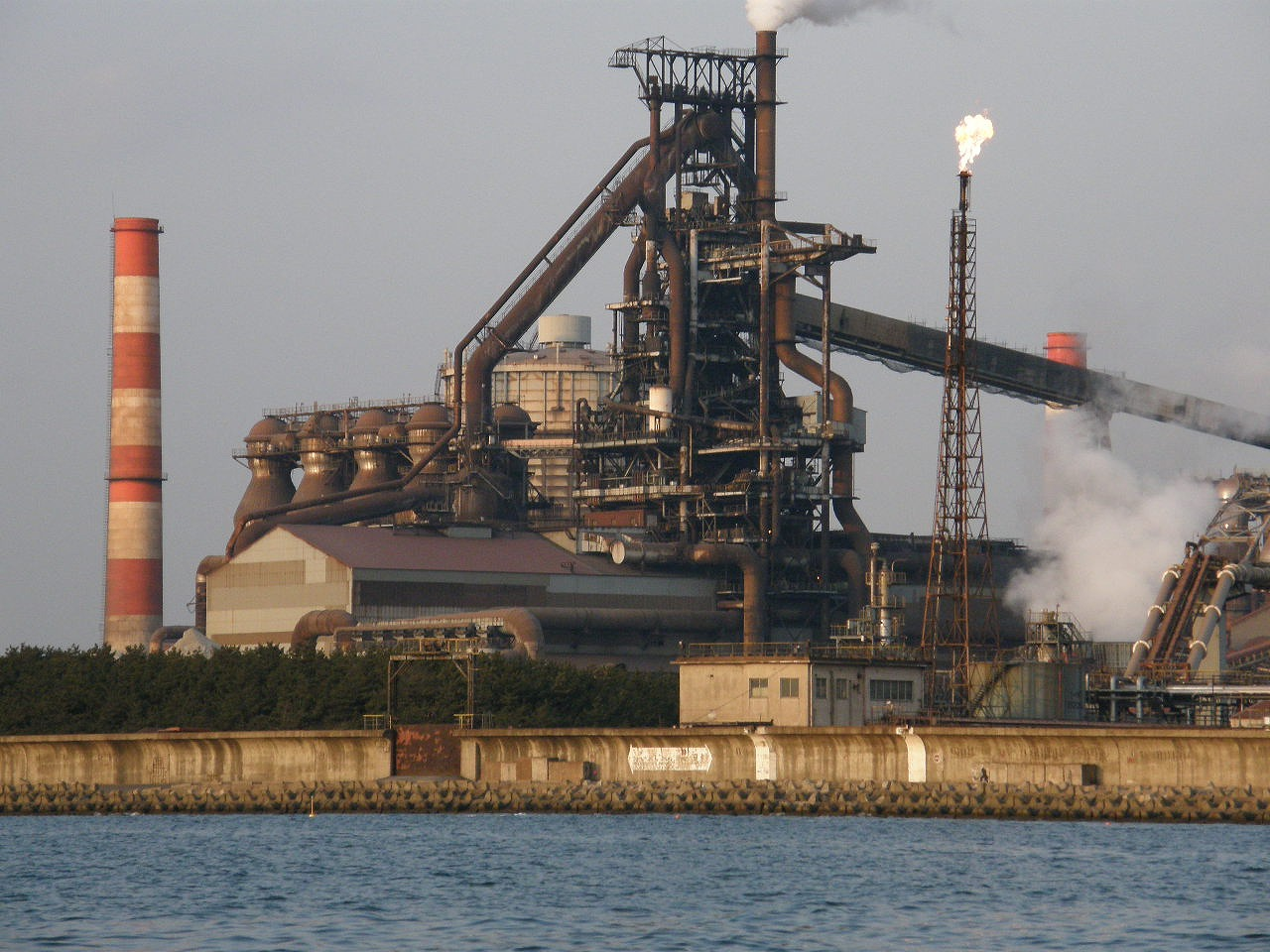
神戸製鋼所加古川製鉄所

全域が神戸製鋼所加古川製鉄所であり、別府浜を埋め立てて1970年3月25日に新設される。「金沢」の名の由来は、江戸時代にこの浜地を新田開発した一番地主「金沢九郎兵衛」の名に依る。
| 郵便番号 | 大字名 |
| -------- | ------ |
| 675-0137 | 金沢町 |

#### 志方地区

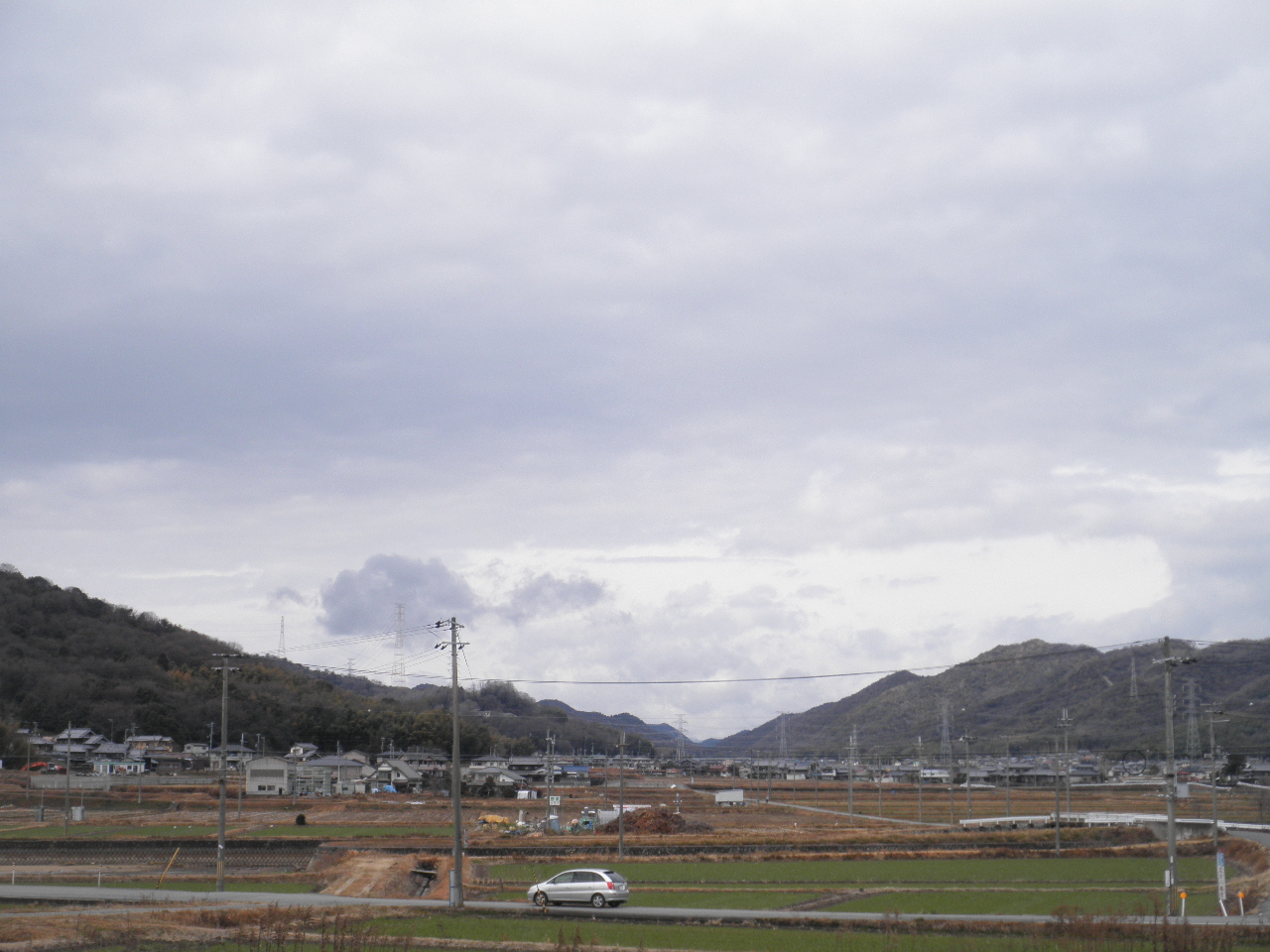
志方地区の街並み
志方町大宗で撮影

旧志方町の区域である。
| 郵便番号 | 大字名       |
| -------- | ------------ |
| 675-0301 | 志方町大澤   |
| 675-0302 | 志方町野尻   |
| 675-0303 | 志方町細工所 |
| 675-0304 | 志方町高畑   |
| 675-0305 | 志方町大宗   |
| 675-0306 | 志方町東中   |
| 675-0311 | 志方町岡     |
| 675-0312 | 志方町広尾   |
| 675-0313 | 志方町投松   |
| 675-0314 | 志方町上冨木 |
| 675-0321 | 志方町志方町 |
| 675-0331 | 志方町西牧   |
| 675-0332 | 志方町横大路 |
| 675-0333 | 志方町西山   |
| 675-0334 | 志方町成井   |
| 675-0335 | 志方町原     |
| 675-0336 | 志方町山中   |
| 675-0341 | 志方町畑     |
| 675-0342 | 志方町雑郷   |
| 675-0343 | 志方町行常   |
| 675-0344 | 志方町東飯坂 |
| 675-0345 | 志方町西飯坂 |
| 675-0346 | 志方町西中   |
| 675-0347 | 志方町永室   |

#### 八幡地区

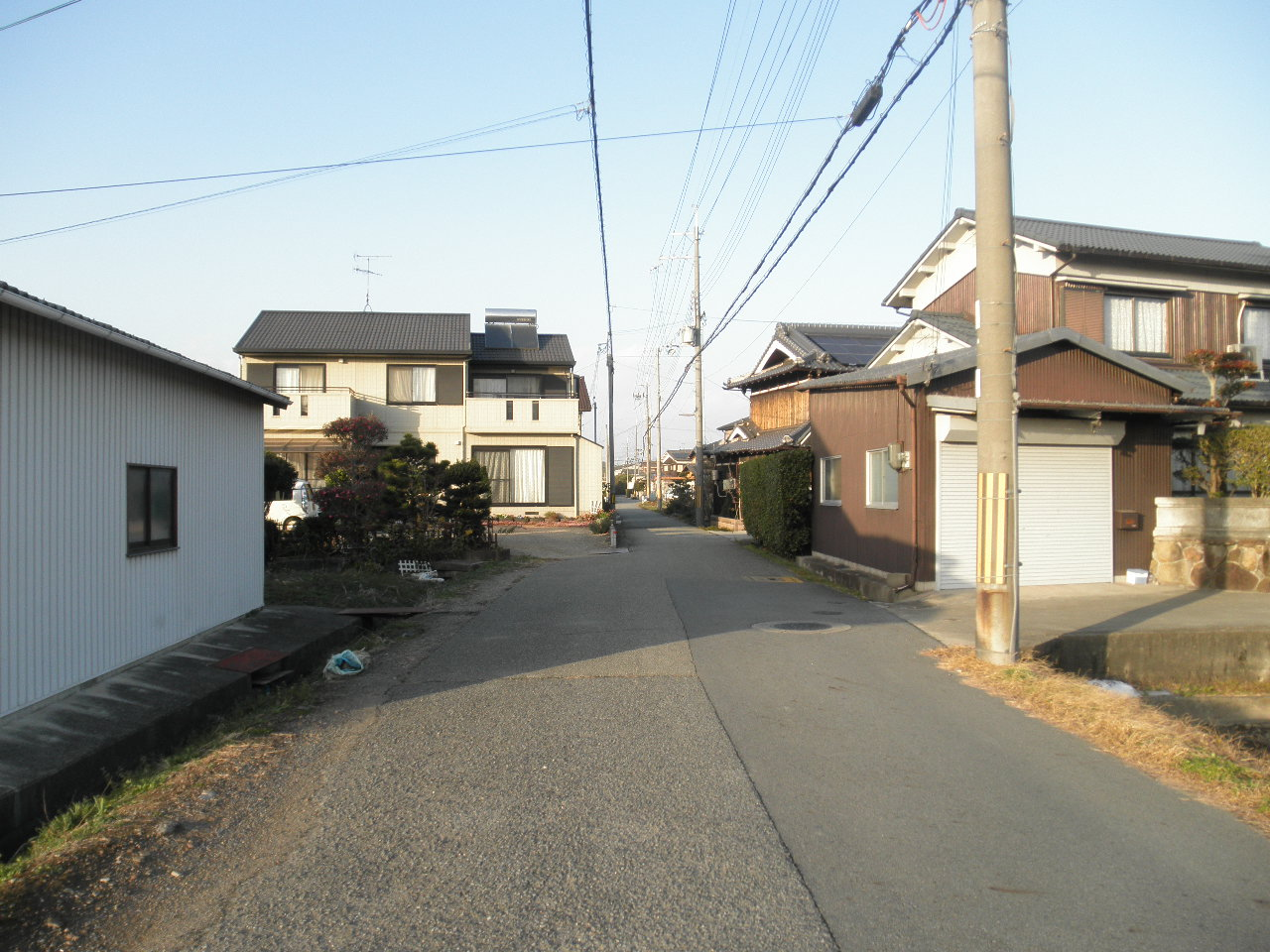
八幡地区の街並み
八幡町宗佐で撮影

旧八幡村の区域である。
| 郵便番号 | 大字名       |
| -------- | ------------ |
| 675-1201 | 八幡町宗佐   |
| 675-1202 | 八幡町野村   |
| 675-1203 | 八幡町下村   |
| 675-1204 | 八幡町上西条 |
| 675-1205 | 八幡町中西条 |
| 675-1206 | 八幡町船町   |

#### 上荘地区

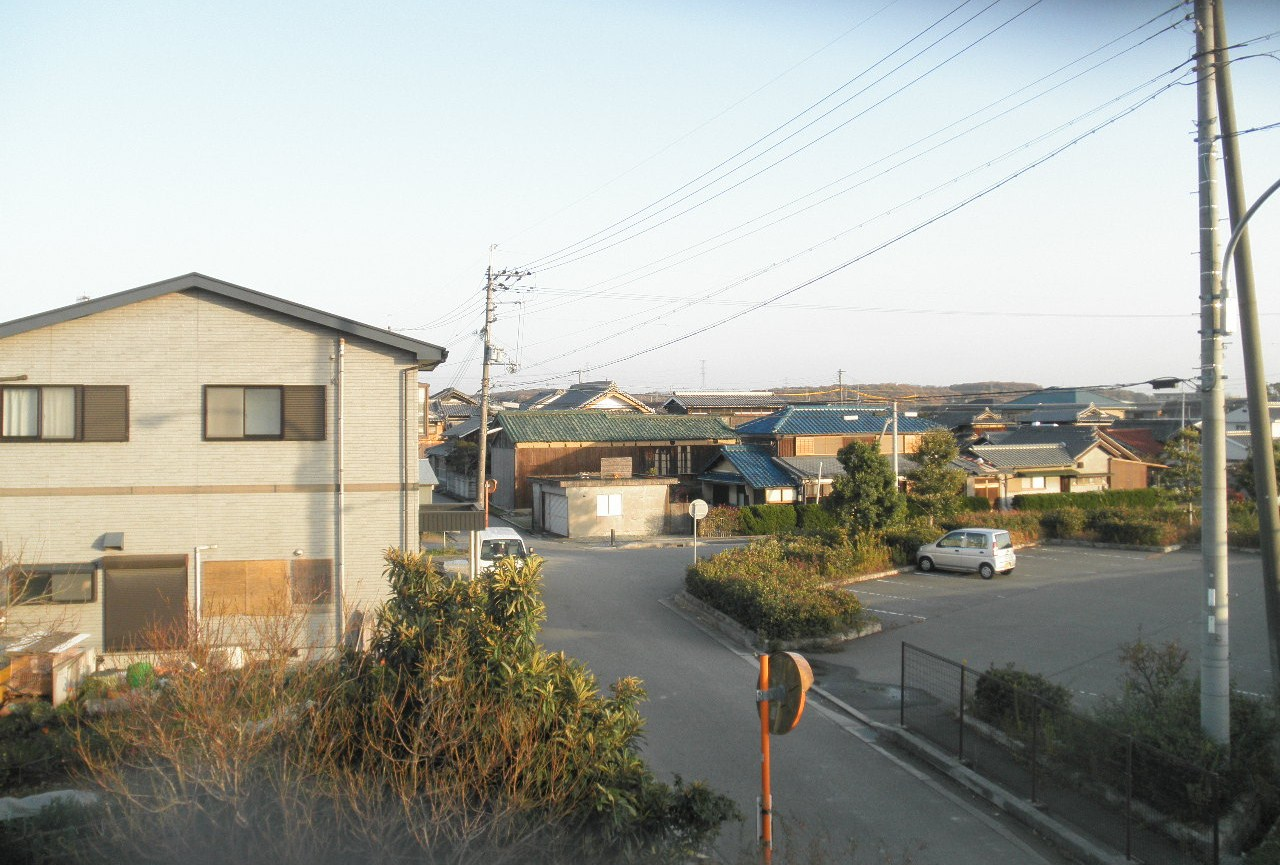
上荘地区の街並み
上荘町国包で撮影

旧上荘村の区域である。
| 郵便番号 | 大字名       |
| -------- | ------------ |
| 675-1211 | 上荘町白沢   |
| 675-1212 | 上荘町井ノ口 |
| 675-1213 | 上荘町国包   |
| 675-1214 | 上荘町見土呂 |
| 675-1215 | 上荘町都台   |
| 675-1216 | 上荘町都染   |
| 675-1217 | 上荘町薬栗   |
| 675-1218 | 上荘町小野   |

#### 平荘地区

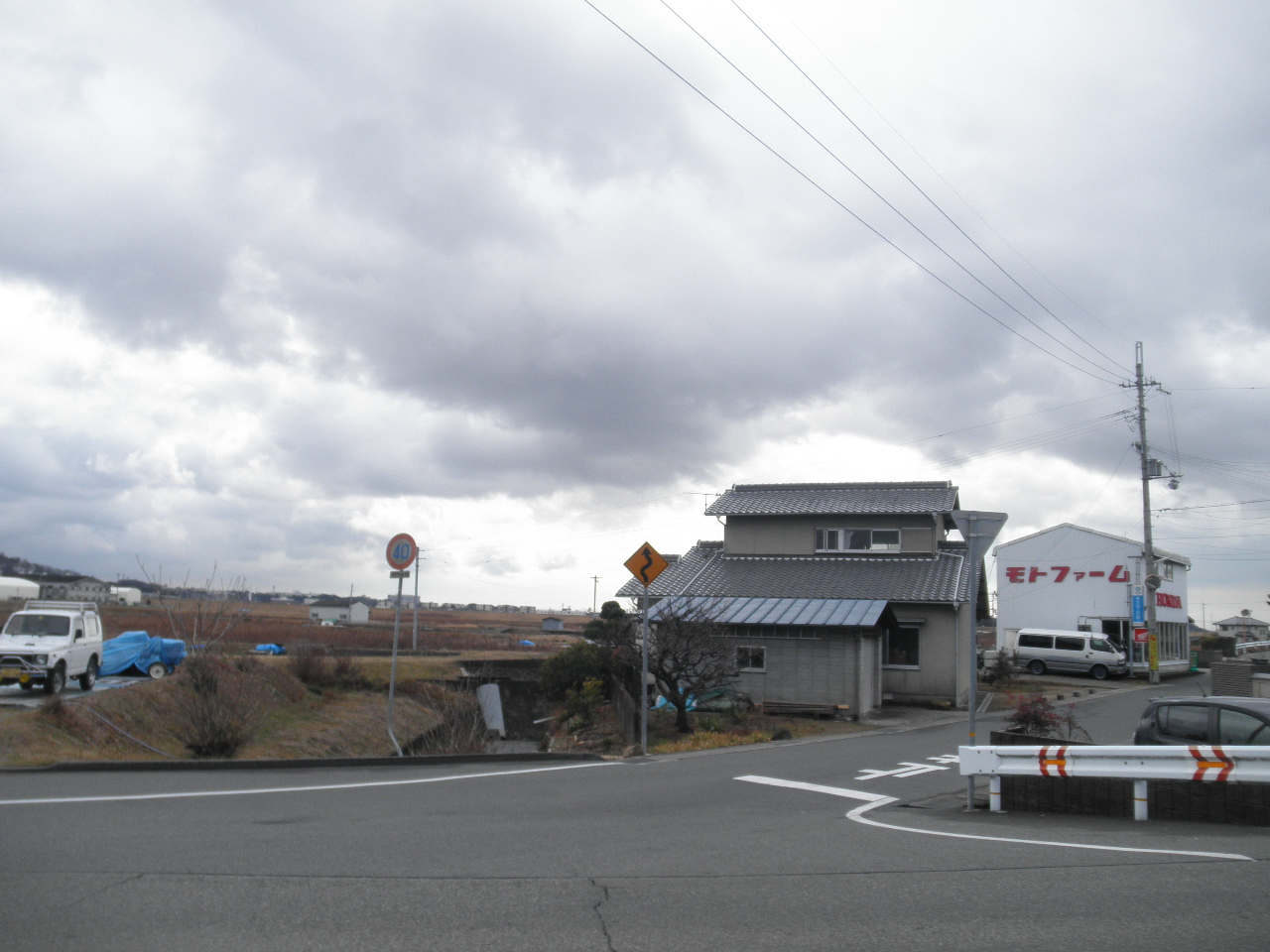
平荘地区の街並み
平荘町山角で撮影

旧平荘村の区域である。
| 郵便番号 | 大字名       |
| -------- | ------------ |
| 675-1221 | 平荘町山角   |
| 675-1222 | 平荘町神木   |
| 675-1223 | 平荘町新中山 |
| 675-1224 | 平荘町上原   |
| 675-1225 | 平荘町中山   |
| 675-1226 | 平荘町磐     |
| 675-1231 | 平荘町養老   |
| 675-1232 | 平荘町里     |
| 675-1233 | 平荘町池尻   |
| 675-1234 | 平荘町西山   |
| 675-1235 | 平荘町小畑   |
| 675-1236 | 平荘町一本松 |

### 町名・大字の変遷
新興住宅地の造成などを理由に区画の分割が行われ、以下の地名が新設されてきた。
- 1968年3月20日 - 新神野を新設。
- 1970年3月25日 - 金沢町を新設。
- 1972年7月18日 - 上荘町都台を新設。
- 1973年3月28日 - 別府町新野辺北町・別府町朝日町・別府町宮田町・別府町中島町・別府町石町・別府町緑町・別府町本町・別府町東町・別府町元町・別府町西町・別府町港町・別府町西脇を新設。
- 1973年7月17日 - 平荘町新中山を新設。
- 1973年11月9日 - 神野町日岡苑を新設。
- 1974年11月1日 - 新神野・西条山手を新設。
- 1976年7月14日 - 尾上町旭を新設。
- 1983年11月21日 - 山手を新設。
- 1985年11月16日 - 平岡町一色西を新設。
- 1995年11月18日 - 平岡町一色東を新設。
- 2001年10月20日 - 尾上町養田を新設。
- 2004年10月20日 - 平岡町つつじ野を新設。
- 2005年10月26日 - 神野町石守・神野町福留を新設。
- 2010年11月6日 - 野口町坂元北を新設。

### 国の機関
裁判所
- 加古川簡易裁判所

法務省
- 加古川刑務所
- 播磨社会復帰促進センター
- 加古川学園

防衛省
- 自衛隊兵庫地方協力本部加古川地域事務所

国土交通省
- 第5管区海上保安本部姫路海上保安部加古川保安署

### 警察・消防
- 加古川警察署
- 加古川市消防本部

#### その他の公共施設

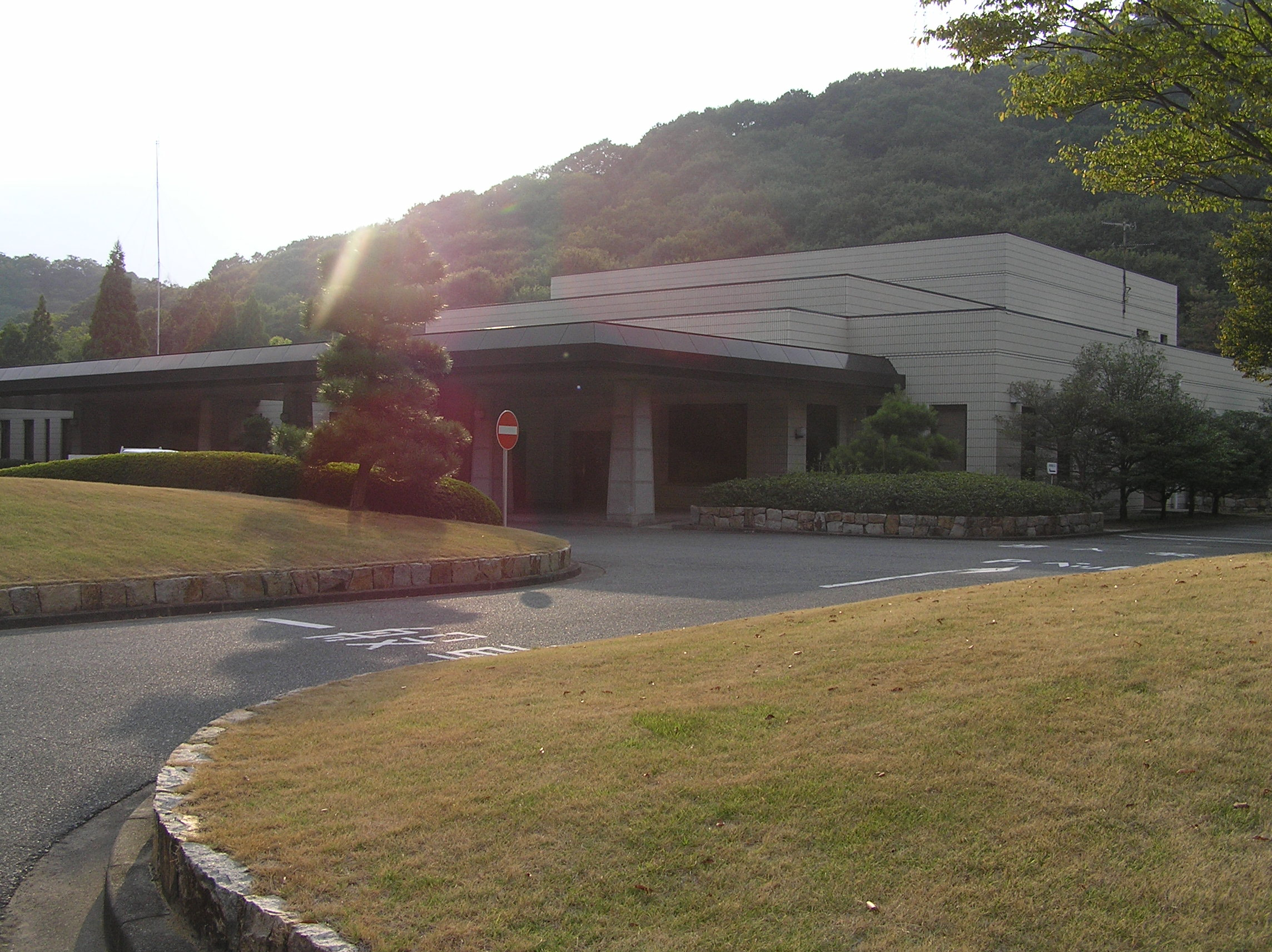
加古川市斎場

- 加古川市斎場

### 郵便局
集配郵便局
- 加古川郵便局
- 志方郵便局
- 国包（くにかね）郵便局
- 加古川東郵便局

無集配郵便局
- 加古川西条山手郵便局
- 加古川神野郵便局
- 加古川新神野郵便局
- 加古川野口南郵便局
- 加古川野口郵便局
- 加古川浜ノ宮郵便局

- 加古川尾上郵便局
- 加古川備後郵便局
- 加古川西本町郵便局
- 加古川木村郵便局
- 加古川船頭郵便局
- 加古川米田郵便局

- 加古川東神吉郵便局
- 加古川駅前郵便局
- 加古川日岡郵便局
- 加古川北野郵便局
- 加古川北芳苑郵便局
- 平岡郵便局

- 加古川北畑郵便局
- 加古川二俣郵便局
- 加古川別府郵便局
- 加古川東志方郵便局
- 平荘郵便局

簡易郵便局
- 加古川野口坂井簡易郵便局
- 加古川西神吉岸簡易郵便局

- 加古川升田簡易郵便局

- 加古川中津簡易郵便局

- 上荘簡易郵便局

### その他の施設

#### 娯楽施設
映画館
- イオンシネマ加古川（イオン加古川店内）

#### 放送局
ケーブルテレビ
- BAN-BANテレビ

コミュニティFM
- BAN-BANラジオ

#### 商業施設
- ヤマトヤシキ加古川店
- ニッケパークタウン
- イオン加古川店
- イトーヨーカドー加古川店
- 寺家町商店街

### 本社・本店を置く主な企業
- 大真空（東証プライム上場） - 電子部品および電子機器の製造販売
- コスモライフ - 「コスモウォーター」ブランドによる飲料水（主にナチュラルミネラルウォーター）の製造ならびにその宅配事業を営む。
- 多木化学（東証プライム上場） - 肥料・化学品を製造するメーカー
- 白光機器 - フォークリフト・ショベルローダー用デジタル荷重計・スピード警報装置・アナログ式荷重計・はかりの製造や販売
- 大尚 - 電気工事材料・建築工事資材の製造及び販売
- 宮原産業 - 高性能断熱材及び各種断熱材の研究開発および加工販売
- 滝川工業 - 産業機械・省力化機械・製鉄機械・食品機械、電子部品製造機械の設計・製作・据付施工
- 加古川製作所 - 製鉄関連及び産業機械の製缶機械加工
- 八角  - らーめん八角・うまいもん横丁などフランチャイズ店を含め33店舗を展開する。
- マルアイ - 流通業。主に東播地区・姫路市内に店舗を展開するスーパーマーケット。
- 神戸物産（東証プライム上場） - 業務スーパーを全国展開する。「フレッシュ石守」としての創業は市内であり、その後本社を稲美町に置く時期もあったが、2021年に市内へ本社を移転。
- 昭和住宅 - 建設業
- オークラ輸送機 - 建設業
- ネクスト・ワン - 建設業
- 前川建設 - 建設業。
- 神鋼総合サービス - 建設業。
- 姫路ホーム - 建設業。
- 三建 - 建設業。
- ニシカワ食品 - パン・菓子・米飯等の製造・販売、直営ベーカリーの運営など。
- コンドームサシ - センサーライト・園芸用品等の製造・販売。

### 過去に本社・本店があった企業等
- モンブラン・KOBE - 1963年に市内において創業し、最盛期には県内に数十店舗を構えた洋菓子店。2000年に神戸市に本社を移した後、2018年に破産申請[28]。
- トリドールホールディングス - 1985年に焼鳥居酒屋「トリドール三番館」を市内の寺家町商店街で創業し、2000年には加古川市役所前に丸亀製麺1号店をオープン。その後神戸市に本社を移転し、2019年9月には渋谷区へ移転した。

## 名所・旧跡・観光スポット・祭事・催事

### 名所・旧跡
- 鶴林寺 - 新西国三十三箇所観音霊場第27番、播州薬師霊場第7番など
- 横蔵寺 - 播磨西国三十三箇所第29番
- 称名寺（加古川城跡）
- 教信寺 - 播州薬師霊場第8番
- 法性山常楽寺（神吉城跡）
- 日光山常楽寺 - 播磨八薬師霊場第2番
- 志方城跡観音寺
- 志方八幡神社
- 尾上神社
- 尾上神社・相生霊松「尾上の松」
- 泊神社
- 平荘湖
  - 平荘湖古墳群 （5世紀後半から7世紀築造の古墳が100基以上）
- 西条廃寺跡（北山公園）
- 西条古墳群 （国の史跡）
  - 行者塚古墳 （国の史跡）
  - 尼塚古墳 （国の史跡）
  - 人塚古墳 （国の史跡）
- 城山
  - 西条八幡神社
  - 愛宕神社
- 稲根神社（二塚古墳）
- 宮山遺跡
- 日岡山公園
  - 日岡御陵を始めとする古墳群
  - 日岡神社
- 宗佐厄神八幡神社（宗佐の厄神さん）
- みとろ苑 - みとろ苑庭園が登録記念物
- 旧陣屋跡（じゅとく堂）（市 文化財）
- 旧加古川町公会堂（加古川市立図書館書庫・旧本館、兵庫県景観形成重要建造物）

### 観光スポット

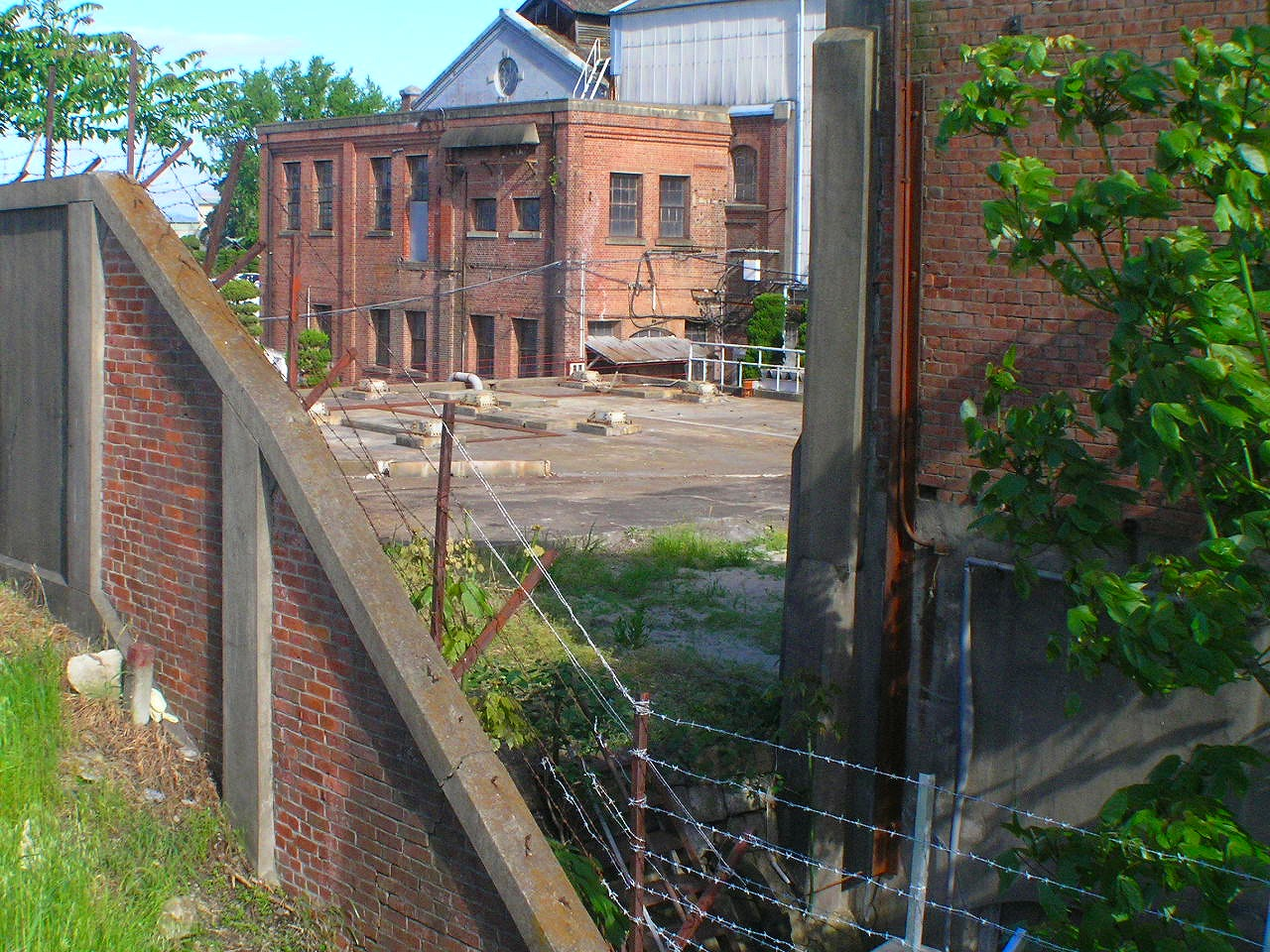
日本毛織加古川工場跡地

- 播磨中部丘陵県立自然公園
- 権現池
- 加古川ウェルネスパーク
- みとろフルーツパーク
- ベルデモール加古川
- 寺家町商店街
- 加古川総合文化センター
- 加古川海洋文化センター
- 多木浜洋館（あかがね御殿）
- 大歳家住宅
- 加古川日本毛織社宅建築群

### 温泉

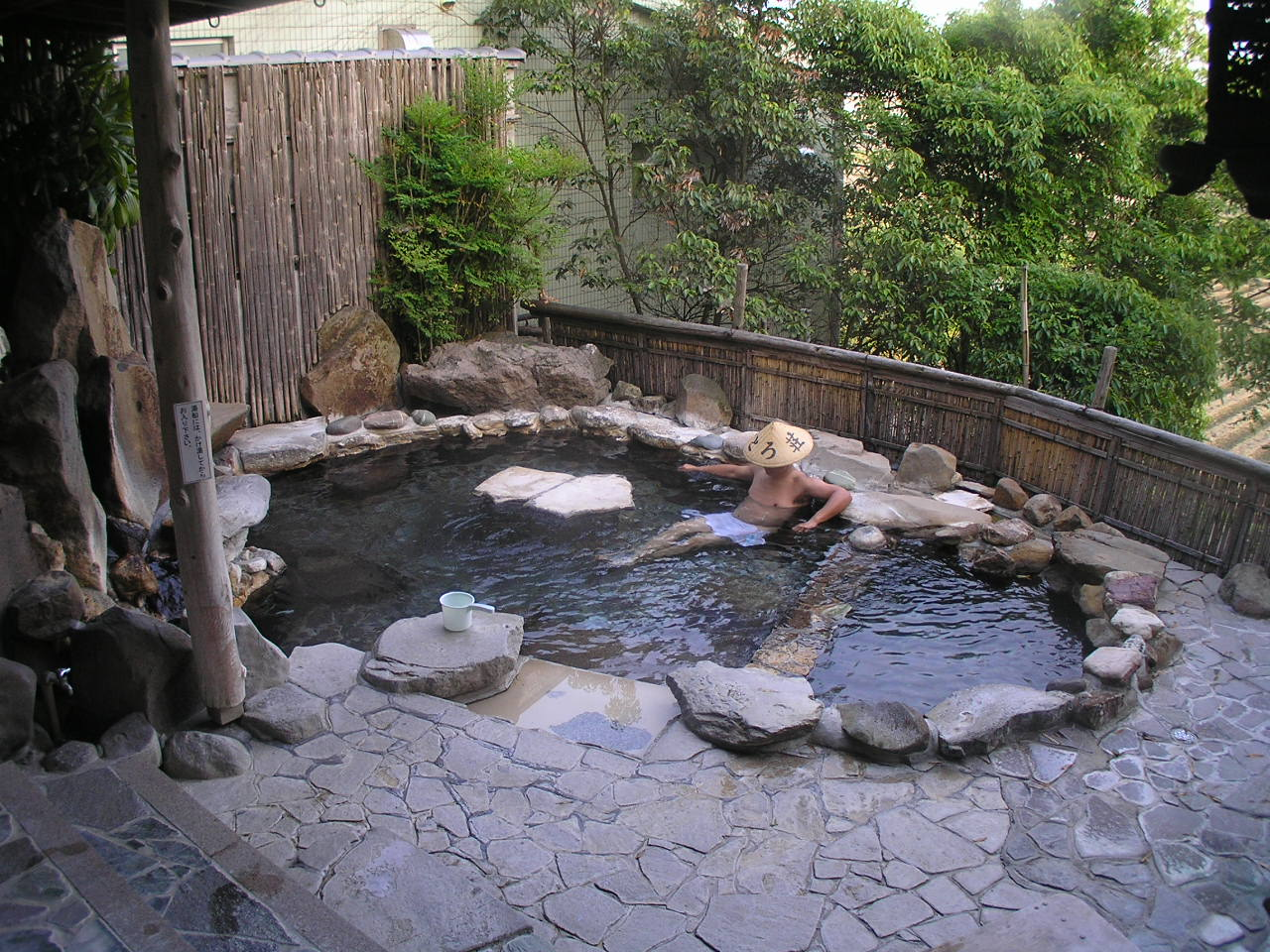
加古川温泉みとろ荘

- 加古川温泉

### 祭事・催事
- 宗佐の厄神さん（八幡神社）の鬼追い式
- 踊っこまつり
- 加古川ツーデーマーチ - 毎年11月に開催され、内を練り歩き、散歩することの楽しさの発見や人的交流・健康促進を意図する。
- 加古川マラソン

### その他
- Cento Cuore HARIMA 加古川市をホームタウンに活動しているサッカークラブ
- 加古川青流戦

## 人物

### 著名な出身者

#### 歴史上の人物
- 糟屋武則 -（安土桃山時代の大名・加古川城主、賤ヶ岳の七本槍の1人）
- 播磨稲日大郎姫 -（神話の人物、第12代景行天皇の皇后・日本武尊の母）
- 蘆屋道満-（平安時代の法師陰陽師、安倍晴明のライバル）
- 櫛橋光 -（安土桃山時代の人物、黒田孝高の正室）
- 文観房弘真 - （鎌倉時代から南北朝時代の僧、後醍醐天皇の腹心、画僧）

#### 政治・行政・実業など
- 小原一徳 - （行政公務員、神戸市副市長）
- 柿坪正義 -（外交官、国連大使、駐スイス大使、国連アジア経済開発研修所長などを歴任）
- 塩田晋 -（政治家、衆議院議員などを歴任）
- 杉尾秀哉 -（政治家、参議院議員、元TBSテレビ記者・解説委員）
- 住田裕子 -（弁護士）
- 多木久米次郎 -（実業家、多木製肥所を創設）
- 東郷健 - （社会運動家・政治活動家）
- 永井孝信 -（政治家、衆議院議員、労働大臣などを歴任）
- 平岡定太郎 -（官僚、3代目樺太庁長官などを歴任、三島由紀夫の祖父）
- 平岡萬次郎 -（弁護士・政治家、衆議院議員などを歴任、平岡定太郎の兄）
- 三村仁司 -（職人、アシックスで競技用シューズを製作）
- 宮崎奕保 -（僧侶、曹洞宗大本山永平寺第78代貫主を歴任）

#### 教育・研究者・作家など
- 玉田黙翁 -（江戸時代中期の儒学者）
- 角岡伸彦 -（ジャーナリスト・作家、元神戸新聞記者）
- 菅野松男 -（アマチュア天文家、小惑星「加古川」などを発見）
- 姫田真佐久 -（撮影監督、大映・日活）
- 藤井義晴 -（農学者）
- 二木康之 - （医学者、小児科医、佛教大学名誉教授）
- 船原長生 -（映画監督・映画プロデューサー・ロックミュージシャン（プラズマティックス））
- 三宅周太郎 -（演劇評論家）
- いとうのいぢ -（イラストレーター）
- 荒木スミシ（山中圭一とも）-（作家・脚本家）
- 佐東みどり - （脚本家、放送作家、小説家）

#### 芸能
- 陣内智則 -（お笑いタレント）
- 上野樹里 -（女優）
- 花村想太 -（歌手・Da-iCEのボーカル）
- もっさ - （ミュージシャン・ネクライトーキーのボーカル）
- 上野まな -（シンガーソングライター・タレント・音楽プロデューサー）
- DJ SAORI（上野早織）-（DJ、トラックメーカー）
- TOZY -（シンガーソングライター）
- 大路恵美 -（女優）
- 大西貴也 -（映画監督）
- SatomI（小林寛子とも）-（ファッションモデル）
- たけだバーベキュー -（お笑いタレント）
- 宮脇舞依 - （姫路市ご当地アイドル「KRD8」リーダー、姫路ふるさと大使）
- 京山幸太  -（浪曲師）
- 菅原洋一 -（歌手）
- 小西美穂 -（キャスター、日本テレビ放送網記者)
- スパイシー八木 -（タレント）
- タイナカ彩智 -（歌手）
- 高岡達之 - (解説員、読売テレビ報道部)
- 高瀬耕造 - (NHKアナウンサー)
- 武岡智子 -（フリーアナウンサー）
- 玉岡加奈子 - （元女優）
- 手束真知子 -（タレント、元SKE48・SDN48）
- 二代目豊澤團平 -（太夫・三味線名人）
- バイク川崎バイク -（お笑いタレント）
- 春名亜美 -（ファッションモデル（読者モデル）・プロデューサー）
- 藤村幸司 -（アナウンサー、元長崎国際テレビ）
- 山本直也 -（アナウンサー、元ラジオたんぱ）
- 前田綾花 -（女優）
- 渡辺志穂 -（タレント、元AKB48）
- 中村譲 -（モデル・俳優）
- 高塚正也 -（声優）
- 恒松あゆみ - (声優)
- TOMOMI -（ミュージシャン・SCANDAL）
- So - (ミュージシャン、Fear, and Loathing in Las Vegas)
- 城恵理子 - (劇団員・YouTuber、元NMB48)
- 小林寛子 - (ファッションモデル）

#### スポーツ選手など
加古川ゆかり（出身・在住）の将棋プロ棋士が2025年4月の段階で7名と非常に多いことから「棋士のまち加古川」をなのっている。2011年から若手棋士の棋戦加古川青流戦を主宰。2013年、第20回大山康晴賞を受賞した。
- 加古川辰藏 -（大相撲力士・13代小野川）
- 大竜川一男 -（大相撲力士・10代清見潟）
- 荒熊谷五郎 -（大相撲力士）
- 闘竜賢二 -（大相撲力士）
- 大辻理紀 -（大相撲力士）
- 木村秋治郎 -（大相撲行司、三保ヶ関部屋）
- 神吉宏充 -（将棋棋士）
- 久保利明 -（将棋棋士、「加古川市民栄誉賞」を受賞[30][31]）
- 船江恒平 -（将棋棋士、公認会計士、市の監査委員も担当）
- 横山友紀 -（将棋棋士）
- 上野裕寿 -（将棋棋士）
- 乾真大 -（元プロ野球選手）
- 木戸美摸 -（元プロ野球選手）
- 七野智秀 -（元プロ野球選手）
- 髙松渡 -（プロ野球選手）
- 長谷川滋利 -（野球解説者、元プロ野球選手）
- 原樹理 - （プロ野球選手）
- 藤井亮太 -（元プロ野球選手）
- 内藤航世 -（元プロ野球選手）
- 橋本星哉 - （プロ野球選手）
- 清水圭介 -（プロサッカー選手）
- 大西崇範 -（バスケットボール選手）
- 渋谷俊浩 -（陸上競技・マラソン選手）
- 堀江知佳 -（陸上競技・マラソン選手）
- 小林豪己 -（プロボクサー）
- 竹中佳 -（プロボクサー）
- 西岡利晃 -（元プロボクサー、元WBC世界スーパーバンタム級王者）
- 春名美佳 - （元五輪競泳選手）

### ゆかりの人物
- 若翔洋俊一（大相撲関脇、格闘家、タレント）現在加古川在住。
- 司馬遼太郎（歴史小説家）
- 野坂昭如（小説家）
- 一色次郎（小説家） 幼少期に沖永良部島から出稼ぎ移住
- 松岡青蘿（俳人）
- 三島由紀夫（小説家） 出生時の本籍は印南郡志方町（現在の加古川市志方町）
- 宮本武蔵（武士、武術家）
- 日本武尊命 （神話の人物）
- レイザーラモンHG （タレント） 高校時代に市内へ通学
- 北原雅樹（タレント、元グレートチキンパワーズ） - 現在加古川市在住
- 松岡充（ロックボーカリスト、元SOPHIA） - 実家が加古川市別府町にある
- 谷五郎 - 高校時代に市内へ通学、現在加古川市在住
- 福本豊（野球解説者、元選手）
- 松本忠繁 （野球選手）
- 井上慶太（将棋棋士） - 結婚後、加古川市へ転入。「加古川市功労者」受賞[32]。
- 稲葉陽（将棋棋士） - 加古川市在住。井上慶太門下
- 小林祐梨子（元陸上選手） - 加古川町在住[33]。